# گمبا
گمبا (ژاپنی: 現場 با تلفظ اصلیِ گِنبا، که در انگلیسی و دیگر زبان‌ها معمولاً gemba نوشته می‌شود)، اصطلاحی ژاپنی است به معنای «مکان اصلی». برای مثال کارآگاهان ژاپنی به محل وقوع جرم، گمبا می‌گویند.
در دیدگاه مدیریتیِ تولید ناب، اصطلاح گمبا برای توصیف محل کار واقعی به کار می‌رود. از این دیدگاه، مشکلات در محل کار واقعی (مثلاً در خط تولید یک محصول) رخ می‌دهند و بهترین راه حل‌ها را هم در همان محیط می‌توان کشف کرد (و نه مثلاً در یک جلسهٔ مدیریتی پشت درهای بسته).
اصطلاح گمبا در مدیریت کیفیت و مهندسی صنایع نیز کاربرد دارد.